# Гнойовик брудний
Гнойовик брудний (Onthophagus coenobita) — вид жуків родини пластинчастовусих (Scarabaeidae).

## Поширення
Палеарктичний вид. Поширений в Європі і на схід до Середньої Азії.

## Опис
Жуки досягають розміру 6–10 мм. Голова і переднеспинка бронзові або зеленуваті. Світло-коричневі надкрила поцятковані темними плямами. Переднеспинка вкрита порівняно довгим волоссям. На голові самців є рогоподібні або горбоподібні вирости.

## Спосіб життя
Як правило, харчується гноєм, а також падаллю та гнильними грибами. В основному харчується людським гноєм, а також гноєм собак, великої рогатої худоби, коней, кіз, овець і свиней. Жуки риють камери в ґрунті біля куп гною, які вони заповнюють послідом і в яких розвиваються личинки. Дорослих жуків зазвичай спостерігають з квітня по жовтень.